# Amphicynodon
Amphicynodon és un gènere extint de mamífers carnívors de la família dels amficinodòntids que visqueren a Europa durant l'Oligocè, fa entre 23 i 33,9 milions d'anys. Se n'han trobat restes fòssils a Alemanya, França, Mongòlia i la Xina. Eren animals terrestres amb capacitat d'enfilar-se als arbres sense problema. Es devien nodrir de vertebrats menuts que atrapaven amb un estil de caça com el dels bassariscos d'avui en dia. L'espècie A. leptorhynchus feia 18 cm d'alçada a la creu. El nom genèric Amphicynodon significa ‘Cynodon a banda i banda’.